# Jet Harris
Terence Harris, detto Jet (Londra, 6 luglio 1939 – Winchester, 18 marzo 2011), è stato un bassista e chitarrista britannico.
Nel 1959 si unì al gruppo di supporto di Cliff Richard, chiamato The Shadows. Nel 1962 iniziò una carriera da solista o in duo con Tony Meehan. Nel duo ha pubblicato, tra gli altri, i singoli Diamonds, Scarlett O'Hara e Applejack nel 1963.

## Discografia parziale
- 1977 - Inside Jet Harris
- 1989 - Diamonds and Other Gems
- 1992 - The Anniversary Album
- 1994 - Twelve Great Guitar Gems
- 1996 - Live Over England
- 1993 - Beyond the Shadow of a Doubt
- 1995 - Tributes and Rarities
- 1998 - One of Our Shadows Is Missing
- 2001 - The Phoenix Rises